# البيه رومانسي (فلم)
البيه رومانسي فيلم مصري إنتاج عام 2009.

## قصة الفيلم
تدور أحداث الفيلم في إطار كوميدي رومانسي، حول انحدار القيم الأخلاقية للشباب، وكيفية تعديل هذا الانحدار والعودة إلى القيم الأخلاقية الجميلة التي يتميز بها الشعب المصري وتدور أحداث الفيلم حول شاب جامعي لاهٍ يدعى سليم رشدي (محمد إمام) ، يقضي أغلب وقته بين الملاهي الليلية، وفي صحبة المخدرات، والنساء مثل أبيه رشدي (حسن حسني) ، وعندما يموت عمه يخلف وراءه وصية تقتضي بأن يرث (سليم رشدي) كل الثروة التي تركها العم، ولكن بعدة شروط منها أن يتزوج (سليم) من فتاة ملتزمة في مدة لا تزيد عن 40 يومًا، وإلا ستذهب كل الثروة إلى الجمعيات الخيرية .

## الممثلون
- محمد إمام : سليم
- نهلة زكي : شيرين التي تقع في الحب مع سليم
- حسن حسني : رشدي والد سليم
- لبلبة : د.سوسن والدة سليم
- باسم سمرة : جاد المحامى
- دومينيك حوراني : هنادي زوجة جاد
- منة عرفة : العروسة الصغيرة لسليم
- سعيد طرابيك : جار سليم
- رضا حامد : سكرتير عم سليم
- ضياء الميرغني : ضيف شرف
- ثريا إبراهيم : والدة العروسة
- سعد الصغير : ضيف شرف
- رانيا ملاح
- مدحت تيخا : رجب عبد الصمد (جو) الDJ
- محمد السبكي : ضيف شرف
- إيلي باسيل :ضيف شرف

## وصلات خارجية
- مقالات تستعمل روابط فنية بلا صلة مع ويكي بيانات